# Sissala ouest
Pour les articles homonymes, voir Sissala.
Le district de Sissala ouest  (officiellement Sissala West District, en Anglais) est l’un des 9 districts de la Région du Haut Ghana occidental au Ghana.

## Villages du district
- Jawia
- Booti
- Siybele
- Sorbele
- Kunkogu
- Zini
- Tiiwi
- Nyivil
- Gbal
- Sangbaka
- Fielmon
- Nyimeti

## Sources
- GhanaDistricts.com